# Samsung Galaxy Note (serie)

Logo attuale della serie Samsung Galaxy Note usato dal 2015 al 2020.

Logo della serie Samsung Galaxy Note usato dal 2013 al 2014.

Logo della serie Samsung Galaxy Note usato dal 2011 al 2012.

Samsung Galaxy Note è stata una serie di smartphone che include modelli di fascia alta e top di gamma, parte della linea di dispositivi Samsung Galaxy prodotti da Samsung Electronics.
Il primo dispositivo, il Galaxy Note, venne annunciato a settembre 2011 e messo in commercio a novembre dello stesso anno. Samsung ha successivamente esteso la linea ai tablet con l'annuncio, il 6 agosto 2012, del Galaxy Note 10.1, messo in commercio il mese di settembre successivo. Gli ultimi modelli commercializzati sono Note 20 e Note 20 Ultra (4G/5G) (annunciati ad agosto 2020) mentre tra i tablet della serie Galaxy Note c'è il Samsung Galaxy Note Pro 12.2 (presentato in Italia il 18 febbraio 2014 e messo in commercio a marzo seguente).
Durante il MWC 2022, Samsung ha annunciato ufficialmente che la serie Note è stata messa fuori produzione, tuttavia alcune caratteristiche sono state inglobate nelle serie S, Tab S e Z Fold; tale decisione è stata presa poiché, negli anni successivi al lancio della serie (2011), gli smartphone convenzionali hanno raggiunto dimensioni dello schermo e capacità software/hardware al pari della suddetta serie Note, tanto da superarli anche in termini di autonomia. Inglobando le funzioni S Pen, i dispositivi delle altre serie non prevedono al loro interno l'ingombro dello slot della penna, il quale andava a inficiare sulla capienza della batteria.
Inoltre, Samsung ha deciso di investire le proprie forze sugli smartphone pieghevoli della serie Fold, viste le richieste di mercato sugli ultimi top di gamma.

## Smartphone

### Samsung Galaxy Note
Il Samsung Galaxy Note è stato il primo smartphone della serie, annunciato a settembre 2011 e commercializzato due mesi dopo. Montava un chipset Samsung Exynos 4210, con 1 GB di RAM e 16/32 GB di memoria interna espandibile, display da 5,3" Super AMOLED HD con risoluzione 800x1280 pixel, fotocamera posteriore da 8 Megapixel (registrazione video Full HD 1080p a 24~30 fps) e anteriore da 2 MP. Di default a livello di sistema operativo montava Android 2.3.5 Gingerbread con TouchWiz UI 4.0, in seguito aggiornato fino ad Android 4.1.2 Jelly Bean con TouchWiz Nature UX.

#### Altre versioni
- SGH-I717: Samsung Galaxy Note Lte, identico al modello principale, differisce per il supporto alla rete 4G, NFC, processore Qualcomm Snapdragon S3 (MSM8660). A livello software, montava Android 2.3.6 "Gingerbread" con TouchWiz UI 4.0, in seguito aggiornato fino ad Android 4.1.2 "Jelly Bean" con TouchWiz Nature UX. Questo modello è stato commercializzato solo negli Stati Uniti.[2]

### Samsung Galaxy Note II
Il Samsung Galaxy Note II, secondo smartphone della serie, fu annunciato ad agosto 2012 e messo in commercio ad ottobre dello stesso anno. Montava un chipset Samsung Exynos 4412, con 2 GB di RAM e 16/32/64 GB di memoria interna espandibile, display da 5,5" Super AMOLED HD con risoluzione 720x1280 pixel, fotocamera posteriore da 8 MP (registrazione video massima in Full HD 1080p a 30 fps) e anteriore da 1.9 MP (registrazione video massima HD 720p). Il sistema operativo di default era Android 4.1.1 Jelly Bean con TouchWiz Nature UX, aggiornabile fino ad Android 4.4.2 KitKat con TouchWiz Nature UX 2.5.

#### Altre versioni
- GT-N7102: Samsung Galaxy Note II Duos, identico al Note II, ma con supporto al dual sim. La memoria interna è di solo 16/32 GB espandibile. Questa versione è stata commercializzata solo in Cina.[4]
- GT-N7105: Samsung Galaxy Note II Lte, identico al modello principale, ma con supporto alla rete 4G. La memoria interna è di solo 16/32 GB espandibile. Questa versione è stata commercializzata solo in Canada, Stati Uniti e in Europa.[5]

### Samsung Galaxy Note 3
Il Samsung Galaxy Note 3, terzo smartphone della serie, fu annunciato il 4 settembre 2013 e messo in vendita il 25 settembre successivo. Equipaggiato con un chipset Samsung Exynos 5420, presentava 3 GB di RAM e 32/64 GB di memoria interna espandibile, un display da 5,7" Super AMOLED Full HD con risoluzione 1080x1920 pixel, fotocamera posteriore da 13 MP (registrazione video massima Full HD 1080p a 60 fps) e anteriore da 2 MP (registrazione video Full HD 1080p). Il software di sistema era Android 4.3 Jelly Bean e TouchWiz Nature UX 2.5, aggiornato fino ad Android 5.0 Lollipop con TouchWiz Nature UX 4.0.

#### Altre versioni
- Samsung Galaxy Note 3 Duos (SM-N9002): identico al Note 3, differisce principalmente per il supporto al dual sim, per il processore Qualcomm Snapdragon 800 e la registrazione video massima, che arriva fino al 4K a 30 fps.[7]
- Samsung Galaxy Note 3 LTE (SM-N9005): identico a livello hardware al modello Duos e simile al modello principale, con la sola differenza che supporta anche la rete 4G.[8]
- Samsung Galaxy Note 3 Neo (SM-N750): è una versione "economica" del Galaxy Note 3. Le principali differenze sono le dimensioni, il chipset Samsung Exynos 5260, il display da 5,5" Super AMOLED HD, la fotocamera posteriore da 8 MP e la capacità della batteria.[9]
- Samsung Galaxy Note 3 Neo Duos (SM-N7502): simile al modello Neo, differisce per il processore Qualcomm Snapdragon 400 e la presenza di un doppio slot per le sim.[10]
- Samsung Galaxy Note 3 Neo LTE (SM-N7505): identico al Note 3 Neo, unica differenza è il supporto alla rete 4G.[11]

### Samsung Galaxy Note 4
Il Samsung Galaxy Note 4, quarto smartphone della serie, venne annunciato il 3 settembre 2014 e in vendita dal 17 ottobre seguente. Presentava un chipset Qualcomm Snapdragon 805, fornito con 3 GB di RAM e 32 GB di memoria interna espandibile, un display da 5,7" Super AMOLED Quad HD con risoluzione 1440x2560 pixel, fotocamera posteriore da 16 MP (registrazione video massima 4K a 30 fps) mentre l'anteriore da 3,7 MP (registrazione video massima 1440p a 30 fps). La versione del software di sistema era Android 4.4.4 KitKat con TouchWiz Nature UX 3.5, aggiornato poi fino ad Android 6.0.1 Marshmallow con TouchWiz 5.1.

#### Altre versioni
- SM-N910C/S/U: differiscono dal modello principale per la presenza di un chipset Samsung Exynos 5433.[13][14][15]
- SM-N910H: identica alle versioni sopra citate, differisce solamente per il supporto solo fino alle reti 3G.[16]
- Samsung Galaxy Note Edge: annunciato assieme al Note 4 e in vendita da dicembre 2014, presenta caratteristiche simile al principale, ma differisce per le dimensioni e peso, oltre che per la presenza di un display (5,6" Super AMOLED Quad HD) incurvato sul lato destro. La RAM è sempre 3 GB, mentre la memoria interna è di 32 o 64 GB, espandibile.[17]

### Samsung Galaxy Note 5
Il Samsung Galaxy Note 5, quinto smartphone della serie, venne annunciato il 13 agosto 2015 e in vendita dal 21 agosto successivo. Definito dalla stessa Samsung un "ibrido" tra l'S6 e il Note 4, presenta caratteristiche pressoché simile a questi ultimi. Il chipset era un Samsung Exynos 7420, 4 GB di RAM accompagnati da 32, 64 o 128 GB di memoria interna, display da 5,7" Super AMOLED Quad HD con risoluzione 1440x2560 pixel, fotocamera posteriore da 16 MP (registrazione video massimo 4K a 30 fps) e anteriore da 5 MP (registrazione video 1440p a 30 fps). La versione del software base era Android 5.1.1 "Lollipop" con TouchWiz 5.1, aggiornato fino ad Android 7.0 Nougat con TouchWiz Grace UX. È il primo smartphone a non essere commercializzato in Europa; inoltre non è stato esente da critiche, soprattutto per il mancato slot dedicato alle microSD.

#### Altre versioni
- Samsung Galaxy Note 5 Duos (SM-N9208/DS, SM-N920CD/DS): uguale al modello principale, differisce per la presenza di un doppio slot per la sim.[20][21]

### Samsung Galaxy Note 7
Il Samsung Galaxy Note 7, sesto smartphone della serie, fu annunciato il 2 agosto 2016. La vendita è iniziata un mese dopo ma, a causa della batteria, che poteva esplodere se caricata oltre il 70%, Samsung ha immediatamente ritirato il prodotto e lo ha sostituito con il Galaxy Note FE quasi un anno dopo. Il Samsung Galaxy Note 7 era dotato di un processore Samsung Exynos 8890 (o Qualcomm Snapdragon 820), 4 GB di RAM e 64 GB di ROM, display da 5,7" Super AMOLED Quad HD con risoluzione 1440x2560 pixel, fotocamera posteriore da 12 MP (registrazione video massimo 4K a 30 fps) e anteriore da 5 MP (registrazione video 1440 a 30 fps) + 2 MP (dedicata alla scansione dell'iride). La versione base del software era Android 6.0.1 Marshmallow con TouchWiz Grace UX, che ovviamente non è mai stata aggiornata.

#### Altre versioni
- Samsung Galaxy Note 7 Duos (SM-N9300/DS): uguale al modello principale, commercializzato con chipset Qualcomm Snapdragon 820, differisce per il taglio di memoria, che era 6 GB di RAM e 128 GB di ROM, oltre alla presenza di un doppio slot per le sim. Questo modello era presente in China e Hong Kong.[23]
- Samsung Galaxy Note 7 Duos (SM-930FD/DS): uguale al modello principale, commercializzato con chipset Samsung Exynos 8890, differisce per la presenza di un doppio slot per le sim. Questo modello era presente in Indonesia e Thailandia.[24]
- Samsung Galaxy Note Fan Edition (anche chiamato Samsung Galaxy Note FE): annunciato il 2 luglio 2017 e messo in commercio il 7 luglio successivo (partendo dalla Corea), presenta le caratteristiche del Note 7, eccezion fatta per la batteria, più piccola, e la versione nativa del software di sistema, la quale era Android 7.0 "Nougat" con Samsung Experience 8.1, aggiornato fino ad Android 9.0 "Pie" con One UI 1.0.[25] È il secondo smartphone a non essere commercializzato in Europa, anche dovuto alla brutta esperienza derivata dal suo simile.

### Samsung Galaxy Note 8
Il Samsung Galaxy Note 8, settimo smartphone della serie, venne annunciato il 23 agosto 2017 e in vendita dal 15 settembre seguente, proponeva un processore Samsung Exynos 8895 (o Qualcomm Snapdragon 835), 6 GB di RAM e 64/128/256 GB di memoria interna espandibile, schermo da 6,3" Super AMOLED Quad HD+ con risoluzione 1440x2960 pixel, 2 fotocamere posteriori da 12 MP ciascuno (registrazione video massimo 4K a 30 fps) e 2 anteriori da 8 MP (registrazione video massimo 1440p a 30 fps) + 2 MP (dedicata alla scansione dell'iride). La versione base del software era Android 7.1.1 Nougat con Samsung Experience 8.5, aggiornato fino ad Android 9.0 Pie con One UI 1.0.

### Samsung Galaxy Note 9
Il Samsung Galaxy Note 9, ottavo smartphone della serie, venne annunciato il 9 agosto 2018 e in vendita dal 24 agosto seguente, proponeva un processore Samsung Exynos 9810 (o Qualcomm Snapdragon 845), 6/8 GB di RAM e 128/512 GB di memoria interna, schermo da 6,4" Super AMOLED Quad HD+ con risoluzione 1440x2960 pixel, 2 fotocamere posteriori da 12 MP ciascuno (registrazione video massimo 4K a 60 fps) e 2 anteriori da 8 MP (registrazione video massimo 1440p a 30 fps) + 2 MP (dedicata alla scansione dell'iride). La versione base del software era Android 8.1.0 Oreo con Samsung Experience 9.5, aggiornato fino ad Android 10 con One UI 2.5.

### Samsung Galaxy Note 10
La serie Samsung Galaxy Note 10, composta da Samsung Galaxy Note 10 e Note 10+ (4G/5G), nona generazione della serie, venne annunciata il 7 agosto 2019 e in vendita dal 23 agosto successivo. Il 7 gennaio 2020 è stato annunciato il Samsung Galaxy Note 10 Lite, messo in commercio dal 6 febbraio seguente (partendo da Amazon). Le caratteristiche sono le seguenti:
Samsung Galaxy Note 10 e Note 10 5G
- Display: 6,3" Dynamic AMOLED (HDR10+)
- Risoluzione: 1080 x 2280 pixel (FHD+)
- Fotocamere posteriori: 12 + 12 + 16 MP (registrazione video massima 4K a 60 fps)
- Fotocamera anteriore: 10 MP
- Processore: Samsung Exynos 9825/Qualcomm Snapdragon 855
- Memoria: 256 GB (non espandibile)
- RAM: 8/12 GB
- Batteria: 3500 mAh (non rimovibile)
- Sistema operativo di fabbrica: Android 9 "Pie" con One UI 1.5
- Sistema operativo attuale: Android 12 con One UI 4.1
- Caratteristiche introdotte: sensore di impronte digitali ad ultrasuoni, fotocamere posteriori triple, display Infinity-O, registrazione video HDR10+, ricarica wireless inversa (certificazione Qi)

Samsung Galaxy Note 10+ e Note 10+ 5G
- Display: 6,8" Dynamic AMOLED (HDR10+)
- Risoluzione: 1440 x 3040 pixel (WQHD+)
- Fotocamere posteriori: 12 + 12 + 16 + 0,3 (ToF 3D) MP (registrazione video massima 4K a 60 fps)
- Fotocamera anteriore: 10 MP (registrazione video massima 4K a 60 fps)
- Processore: Samsung Exynos 9825/Qualcomm Snapdragon 855
- Memoria: 256/512 GB (espandibile)
- RAM: 12 GB
- Batteria: 4300 mAh (non rimovibile)
- Sistema operativo di fabbrica: Android 9 "Pie" con One UI 1.5
- Sistema operativo attuale: Android 12 con One UI 4.1
- Caratteristiche introdotte: Sensore di impronte digitali ad ultrasuoni, fotocamere posteriori quadruple, display Infinity-O, registrazione video HDR10+, ricarica wireless inversa (certificazione Qi)

Samsung Galaxy Note 10 Lite
- Display: 6,7" Super AMOLED
- Risoluzione: 1080 x 2400 pixel (FHD+)
- Fotocamere posteriori: 12 + 12 + 12 MP (registrazione video massima 4K a 60 fps)
- Fotocamera anteriore: 32 MP (registrazione video massima 4K a 30 fps)
- Processore: Samsung Exynos 9810
- Memoria: 128 GB (espandibile)
- RAM: 6/8 GB
- Batteria: 4500 mAh (non rimovibile)
- Sistema operativo di fabbrica: Android 10 con One UI 2.0
- Sistema operativo attuale: Android 13 con One UI 5.0
- Caratteristiche introdotte: sensore di impronte digitali ad ultrasuoni, fotocamere posteriori triple, display Infinity-O

### Samsung Galaxy Note 20
La serie Samsung Galaxy Note 20, composta da Samsung Galaxy Note 20 e Note 20 Ultra (4G/5G), decima generazione della serie, venne annunciata il 5 agosto 2020 e in vendita dal 21 agosto seguente. Le caratteristiche sono le seguenti:
Samsung Galaxy Note 20 e Note 20 5G
- Display: 6,7" Super AMOLED Plus (HDR10+)
- Risoluzione: 1080 x 2280 pixel (FHD+)
- Fotocamere posteriori: 12 + 12 + 64 MP (registrazione video massima 8K a 24 fps)
- Fotocamera anteriore: 10 MP (registrazione video massima 4K a 60 fps)
- Processore: Samsung Exynos 990/Qualcomm Snapdragon 865+ 5G
- Memoria: 256 GB|128/256 GB (non espandibile)
- RAM: 8 GB
- Batteria: 4300 mAh (non rimovibile)
- Sistema operativo di fabbrica: Android 10 con One UI 2.5
- Sistema operativo attuale: Android 13 con One UI 5.0
- Caratteristiche introdotte: sensore di impronte digitali ad ultrasuoni, fotocamere posteriori triple, display Infinity-O, registrazione video HDR10+, ricarica wireless inversa (certificazione Qi)

Samsung Galaxy Note 20 Ultra e Note 20 Ultra 5G
- Display: 6,9" Dynamic AMOLED 2X (HDR10+)
- Risoluzione: 1440 x 3088 pixel (WQHD+)
- Fotocamere posteriori: 108 + 12 + 12 MP (registrazione video massima 8K a 24 fps)
- Fotocamera anteriore: 10 MP (registrazione video massima 4K a 60 fps)
- Processore: Samsung Exynos 990/Qualcomm Snapdragon 865+ 5G
- Memoria: 256/512 GB|128/256/512 GB (espandibile)
- RAM: 8 GB|12 GB
- Batteria: 4500 mAh (non rimovibile)
- Sistema operativo di fabbrica: Android 10 con One UI 2.5
- Sistema operativo attuale: Android 13 con One UI 5.1
- Caratteristiche introdotte: sensore di impronte digitali ad ultrasuoni, fotocamere posteriori triple, display Infinity-O, registrazione video HDR10+, ricarica wireless inversa (certificazione Qi)

## Tablet

### Samsung Galaxy Note 10.1
Il Samsung Galaxy Note 10.1 è stato il primo tablet della serie, annunciato il 6 agosto 2012 e commercializzato nello stesso mese. Montava un chipset Samsung Exynos 4412, con 2 GB di RAM e 16/32/64 GB di memoria interna espandibile, display da 10,1" LCD con risoluzione 800x1280 pixel, fotocamera posteriore da 5 MP (registrazione video HD 720 a 30 fps) e anteriore da 1.9 MP (registrazione video HD 720 a 30 fps). A livello software, montava Android 4.0.3 "Ice Cream Sandwich" con TouchWiz Nature UX, in seguito aggiornato fino ad Android 4.4.2 "KitKat" con TouchWiz Nature UX 2.5. È stato commercializzato sia in sola versione Wi-Fi, sia in versione 3G+WI-Fi che LTE+Wi-Fi.

### Samsung Galaxy Note 8.0
Il Samsung Galaxy Note 8.0 è stato il secondo tablet della serie, annunciato il 27 febbraio 2013 e commercializzato ad aprile dello stesso anno. Montava un chipset Samsung Exynos 4412, con 2 GB di RAM e 16/32 GB di memoria interna espandibile, display da 8" LCD con risoluzione 800x1280 pixel, fotocamera posteriore da 5 MP (registrazione video HD 720 a 30 fps) e anteriore da 1.3 MP (registrazione video HD 720 a 30 fps). A livello software, montava Android 4.1.2 "Jelly Bean" con TouchWiz Nature UX, in seguito aggiornato fino ad Android 4.4.4 "KitKat" con TouchWiz Nature UX 3.0. È stato commercializzato sia in sola versione Wi-Fi, sia in versione 3G+WI-Fi che LTE+Wi-Fi.

### Samsung Galaxy Note 10.1 (2014)
Il Samsung Galaxy Note 10.1 2014 è stato il terzo tablet della serie, annunciato il 4 settembre 2013 e messo in commercio a novembre 2013. Presentava un processore Samsung Exnos 5420 (o Qualcomm Snapdragon 800), 3 GB di RAM e 16/32/64 GB di memoria interna espandibile, schermo da 10.1" Super Clear LCD con risoluzione 1600 x 2560 pixel, fotocamera posteriore da 8 MP (registrazione video massima FHD 1080p a 60 fps) e anteriore da 2 MP (registrazione video massima 1080p a 60 fps). A livello software, montava Android 4.3 "Jelly Bean" con TouchWiz Nature UX 2.5, in seguito aggiornato fino ad Android 5.1.1 "Lollipop" con TouchWiz Nature UX 4.0. È stato commercializzato sia in sola versione Wi-Fi, sia in versione 3G+WI-Fi che LTE+Wi-Fi.

### Samsung Galaxy Note Pro 12.2
Il Samsung Galaxy Note Pro 12.2 è stato il quarto ed ultimo tablet della serie, annunciato il 6 settembre 2014 e messo in commercio a marzo dello stesso anno. Presentava un processore Samsung Exnos 5420 (o Qualcomm Snapdragon 800), 3 GB di RAM e 32/64 GB di memoria interna espandibile, schermo da 12.2" Super Clear LCD con risoluzione 1600 x 2560 pixel, fotocamera posteriore da 8 MP (registrazione video massima FHD 1080p a 30 fps) e anteriore da 2 MP (registrazione video massima 1080p a 30 fps). A livello software, montava Android 4.4.2 "KitKat" con TouchWiz Nature UX 3.0, in seguito aggiornato fino ad Android 5.0.2 "Lollipop" con TouchWiz Nature UX 4.0. È stato commercializzato sia in sola versione Wi-Fi, sia in versione 3G+WI-Fi che LTE+Wi-Fi.